# 生炸粉
生榨粉源于广西壮族自治区南宁市邕宁区蒲庙镇，是南宁市一种本地特色米粉，口感酸咸合适南宁东南部地区湿冷气候。 
生榨粉的主要制作原材料有：经过自然发酵的米浆与适度的面粉形成的面团挤压而成的新鲜湿米粉、肉末、腐皮、紫苏末、等调味料。
于来源